# Rasmus-brodjaga
Rasmus-brodjaga ("Luffaren Rasmus") är en sovjetisk äventyrsfilm från 1978 baserad på "Rasmus på luffen" av Astrid Lindgren. 

## Handling
Handlingen äger rum i Sverige i början av 1900-talet. Pojken Rasmus bor på ett barnhem. Han står inte ut med de fängelseliknande rutinerna under Fröken Hök och flyr från hemmet och träffar på luffaren och musikern Oskar som kallas för "Ökenbusken." Tillsammans åker de på en resa runt om i landet, under vilken Oskar försöker hitta pojkens föräldrar. Rasmus, som lär känna Oskar, vill inte lämna honom. 
Hjältarna får uppleva många äventyr på vägen, de lyckas till och med lösa brott och återlämna en värdefull målning till sin ägare. Men nu är sommaren över och det är dags att leta efter ett ställe att tillbringa vintern på. Oskar och Rasmus kommer till den goda värdinnan Martinas gård... 

## Medverkande
- Kirill Poltevskij - Rasmus
- Albert Filozov - Oskar (röst av Oleg Dal)
- Sergej Jurskij - Lif
- Michail Danilov - Liander
- Elizaveta Nikisjtjina - fröken Hök
- Pavel Pankov - länsman
- Ljudmila Dmitrijeva - Anna
- Nikolaj Timofejev - Nilsson
- Larisa Luzjina - fru Bjerison
- Tatiana Pankova - fru Hetbert
- Vadim Aleksandrov - polismannen Bergqvist
- Nina Grebesjkova - fru Nilsson
- Tatiana Fedorova - Martina
- V Kozlov - pojken Bill
- Ekaterina Blinova - biroller

## Filmteamet
- Regissör: Maria Muat
- Manusförfattare: Igor Sjevtsov
- Operatör: Vladimir Brusin
- Målare: Viktor Monetov
- Kompositör: Boris Tjajkovskij
- låtar till vers av David Samojlov